# Barret-le-Bas
Barret-le-Bas (właściwie Barret-sur-Méouge) – miejscowość i gmina we Francji, w regionie Prowansja-Alpy-Lazurowe Wybrzeże, w departamencie Alpy Wysokie.

## Demografia
Według danych na rok 1990 gminę zamieszkiwało 237 osób, a gęstość zaludnienia wynosiła 9 osób/km². W styczniu 2015 r. Barret-sur-Méouge zamieszkiwało 240 osób, przy gęstości zaludnienia wynoszącej 8,98 osób/km².